# Бизнес (журнал)
«Би́знес» — украинский деловой ежемесячник (ранее еженедельник, до реструктуризации) Украины. Публикуется в Киеве ТОВ «Украинский Бизнес Хаб».

## История
Первый номер газеты вышел в декабре 1992 года при помощи Сергея Мельничука, разработавшего концепцию издания. Он же стал первым главным редактором газеты. Тогда издание называлось «Блиц-Информ» (в дальнейшем это название сохранилось за киевским издательством, выпускавшим газету).
Через полгода, в мае 1993 года, газета сменила название и стала выходить под названием «Бизнес».
В 1994 году «Бизнес» трансформировался в деловую газету. В том же году главным редактором издания стал Константин Донин.
В 1996 году газета начала выходить с полноцветными обложками, рентабельность достигла 300 %. Отдельной тетрадкой стало издаваться приложение к газете — «Бизнес. Прайс-листы».
В 2001 году появилась Интернет-версия газеты, где публиковались материалы бумажного издания, а затем образовался форум про различные темы деловой жизни.
В 2003 году «Бизнес» перешёл на полноцветную полиграфию, одновременно изменился и его формат. Газета вместо бумаги формата А3 (внутренние страницы) начала выходить на журнальной А4. Текстовое наполнение также изменилось в пользу журнального формата.
В 2010 году на базе издания появился новый одноимённый Интернет-портал, который включил в себя часть многолетнего архива газеты, стали ежедневно публиковаться новости Украины и мира, аналитические материалы, видеоролики и аудиоподкасты.
В 2017 году журнал «Бизнес» трансформируется в коллективное деловое медиа Украины.

## Команда
Главные редакторы:
- Полевой, Владимир (с апреля 2018)

- Мироненко, Вячеслав (с апреля 2016)
- Каневский, Игорь (2014—2016)
- Сергеев, Игорь Михайлович (2008—2014)
- Кобышев, Сергей Анатольевич (2006—2008)
- Каневский, Игорь (2003—2005)
- Власюк, Игорь Станиславович (2002—2003)
- Донин, Константин Александрович (1994—2002)

Заместители главного редактора:
- Ковалёв, Сергей Иванович (2005—2014)
- Крамаренко, Александр Павлович (1998—2003)
- Корнилов, Глеб Александрович (1994—1997)